# Liste der Schweizer Nobelpreisträger
Seit 1901 wird aus den Stiftungsgeldern des schwedischen Chemikers und Industriellen Alfred Nobel (1833–1896) der Nobelpreis finanziert. Folgende Schweizer erhielten die Auszeichnung:

## Friedensnobelpreis

### Friedensnobelpreise an Personen
- 1901 – Jean Henri Dunant
- 1902 – Elie Ducommun und Charles Albert Gobat

### Friedensnobelpreise an Organisationen
Der Friedensnobelpreis ist der einzige, der auch an Institutionen vergeben werden kann.
- 1910 – Ständiges Internationales Friedensbüro
- 1917 – IKRK (Internationales Komitee vom Roten Kreuz)
- 1938 – Internationales Nansen-Amt für Flüchtlingsfragen (Vorgänger des UNHCR)
- 1944 – IKRK (Internationales Komitee vom Roten Kreuz)
- 1954 – UNHCR (UNO-Flüchtlingshochkommissariat)
- 1963 – IKRK (Internationales Komitee vom Roten Kreuz)
- 1969 – ILO (Internationale Arbeitsorganisation)
- 1981 – UNHCR (UNO-Flüchtlingshochkommissariat)
- 1997 – ICBL (Internationale Kampagne für das Verbot von Landminen)
- 1999 – Ärzte ohne Grenzen
- 2007 – IPCC (Intergovernmental Panel on Climate Change)
- 2017 – ICAN (Internationale Kampagne zur Abschaffung von Atomwaffen)

## Nobelpreis für Chemie
- 1913 – Alfred Werner (CH seit 1895)
- 1937 – Paul Karrer
- 1939 – Leopold Ružička (HR/CH seit 1917)
- 1953 – Hermann Staudinger (D/CH seit 1920)
- 1975 – Vladimir Prelog (HR/CH seit 1959)
- 1991 – Richard Ernst
- 2002 – Kurt Wüthrich
- 2017 – Jacques Dubochet

## Nobelpreis für Literatur
- 1919 – Carl Spitteler
- 1946 – Hermann Hesse (D/CH seit 1923)

## Nobelpreis für Medizin
- 1909 – Emil Theodor Kocher
- 1948 – Paul H. Müller
- 1949 – Walter Rudolf Hess
- 1950 – Tadeus Reichstein (CH seit 1915)
- 1951 – Max Theiler (CH/ZA/USA)
- 1957 – Daniel Bovet (CH/ITA)
- 1978 – Werner Arber
- 1992 – Edmond Henri Fischer
- 1996 – Rolf M. Zinkernagel

## Nobelpreis für Physik
- 1920 – Charles Edouard Guillaume
- 1921 – Albert Einstein CH
- 1945 – Wolfgang Pauli (A/CH/USA)
- 1952 – Felix Bloch (CH/USA)
- 1986 – Heinrich Rohrer
- 1987 – Karl Alexander Müller
- 2019 – Michel Mayor, Didier Queloz